# Ranunculus aquatilis
Ranunculus aquatilis (лат.) — травянистое растение, вид рода Лютик (Ranunculus) семейства Лютиковые (Ranunculaceae).

## Описание

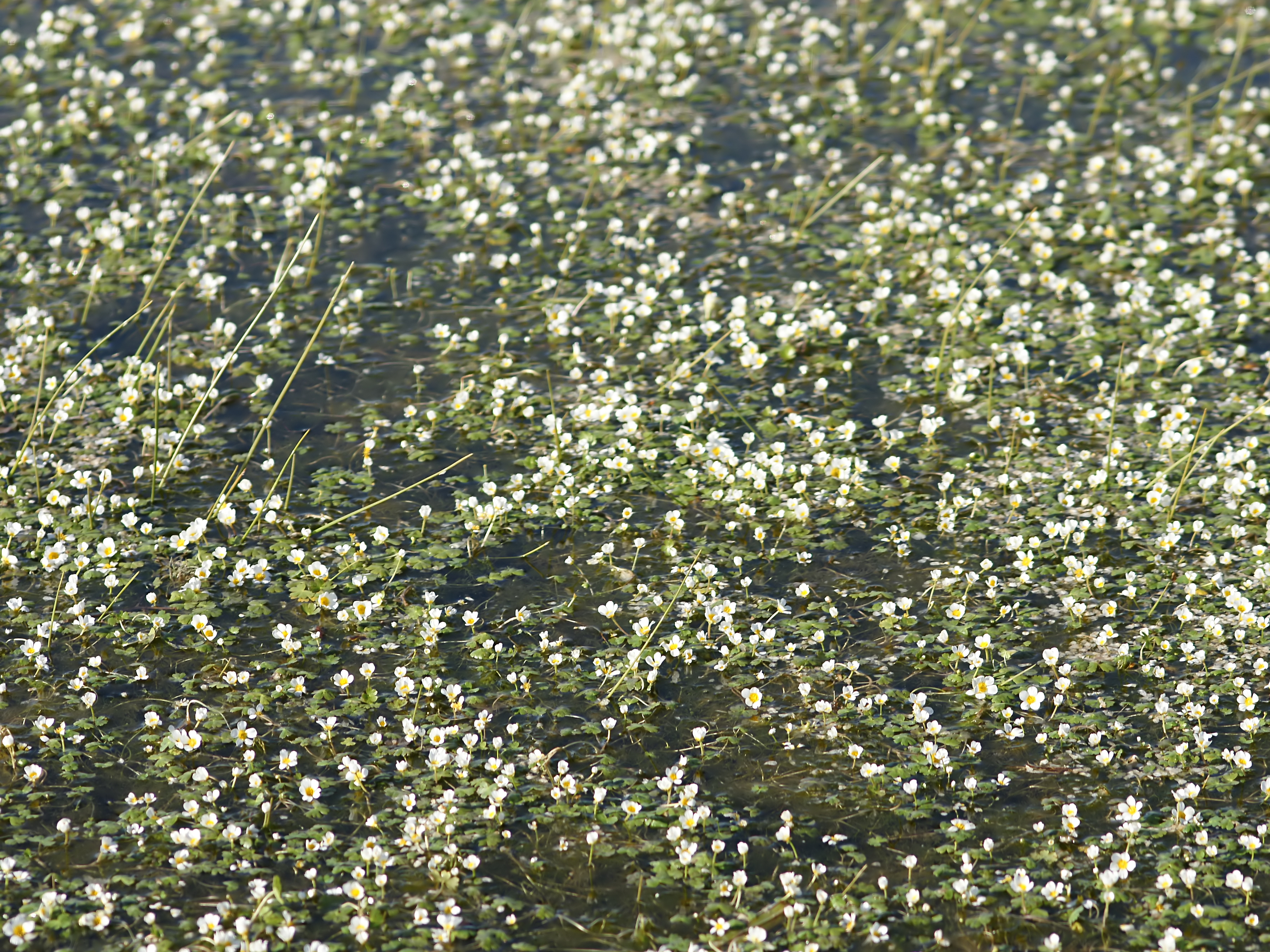
Заросли R. aquatilis

Ranunculus aquatilis — многолетнее водное растение, образующее коврообразные покрытия на поверхности воды. Имеет ветвистые нитевидные подводные листья и зубчатые плавающие листья. Листья — 2-3 см. В речных потоках с быстрым течением плавающие листья-поплавки могут и не образовываться. Цветки имеют белые лепестки с жёлтыми центрами и держатся на 1-2 см над водой. Плавающие листья являются опорами для цветков. Плод-семянка 1,5-2 мм длиной с тонкими краями, сжатый с булавкообразным крючком длиной 0,6 мм. Вид гексаплоидный с числом хромосом 2n = 48.

## Таксономия
Вид Ranunculus aquatilis был описан Карлом Линнеем в 1753 году.

## Распространение и местообитание
Вид встречается в большей части Европы, западной части Северной Америки, а также в северо-западной Африке. Встречается в стоячих водоёмах (озёрах и прудах) или медленно текущих реках и ручьях, в основном богатых питательными веществами, мезо- и эвтрофных, мутных, но не сильно загрязнённых водах, особенно в канавах и прудах.